# 西游记之大圣归来
《西游记之大圣归来》是2015年的一部中国大陆三维动画冒险片。导演和编剧均为田晓鹏。本片改编自明朝小说家吴承恩的小说《西游记》，设定于孙悟空“大闹天宫”五百年之后，围绕着小和尚江流儿与孙悟空等人展开：江流儿因盲打误撞地解除封印，将压在五行山下的孙悟空救出，而此时孙悟空只想过平静的生活，只因封印所限才打算护送江流儿回城，最终在拯救被妖王绑架女孩的过程中，孙悟空解破封印，恢复“齐天大圣”之身。
田晓鹏在1997年就萌发把《西游记》改编为三维动画电影的想法，以“娓娓道来的讲故事”模式讲述一个不一样的《西游记》并融入一些“东方化的东西”。本片自2007年开始构思，2012年正式制作，但因制作团队经验不足且要求苛刻，使制作组内部爆发离职危机，最终只剩下为数不多的成员制作。
2015年7月10日正式于中国影院上映。上映后获得巨大成功，其最终票房为9.56亿人民幣，成为2015年的中国动画电影票房冠军。媒体普遍对影片的人物和场景之刻画予以赞誉，但也有媒体认为故事情节叙述不佳、内容浅薄且模仿元素偏多，较优秀电影仍有进步空间。影片还斩获了多项大奖，包括金鸡奖、华表奖、金龙奖等。

## 故事情节
孙悟空因大闹天宫，而被如来压到五行山下。五百年以后，一位男童与其父母在赶路途中遇到山妖，父亲被山妖所杀，母亲在情急之下，抱男童跳下悬崖。母亲尽管身死，但男童却大难不死。他随着小船顺流而下，被行脚僧法明所救，并取名为江流儿。
一天，众山妖来劫掠童男童女，就在山妖要把最后一个小女孩抓住的时候，受到江流儿的阻拦，此举惹得山妖一路追杀江流儿。江流儿也因巧合，跑进五行山，也盲打误撞地解除孙悟空的封印。就在此刻，山妖竟再次出现，但敌不过孙悟空。把山妖击退之后，悟空又重获自由，但因封印所限，无法恢复之前的力量。江流儿对孙悟空的事迹感到好奇，因此总是在询问孙悟空有关天上的事情，孙悟空很讨厌他，但因刚才的恩情，所以决定护送江流儿及小女孩回城。在回城路上，孙悟空等人遇到八戒，他就是原来的天蓬元帅，在悟空大闹天宫时被贬下凡间。此时的八戒，早已失去神力，且和孙悟空有不共戴天之仇。不过，在江流儿的调解下，他们的关系逐渐回暖。
傍晚，江流儿一行人到客栈投宿，却不知客栈的女老板竟是妖王混沌的手下，而她的目的，就是将女孩掳走。尽管她诡计多端，但仍被孙悟空识破。女老板无法再隐藏，便召集山妖以掳走女孩。江流儿一行人寡不敌众，准备渡船逃跑。此时混沌出场，一把抓住小女孩，孙悟空想去营救女孩，却不是混沌的对手。混沌击败孙悟空之后，烧船逃跑。
江流儿不想让混沌草菅人命，便让孙悟空去救女孩，但遭到拒绝。江流儿就独自一人进行营救，就在他刚进入山妖的洞穴时便敗露行蹤，在危急存亡之際，孙悟空及时救下江流儿，再与混沌對战，由於江流儿在战斗中不慎被巨石掩埋，悲伤至极的悟空终于觉醒，打破手腕上的封印并打败混沌。就在悟空為被掩埋的江流儿感到怅然失意时，他听到了江流儿的一声“大圣”。

## 配音员

本片主要角色（左起）：孙悟空、江流儿、猪八戒。

国语版
- 张磊、张欣声演孙悟空
- 林子杰、吉吉声演江流儿
- 刘九容、崔杰声演猪八戒
- 童自荣、滕奎兴声演混沌
- 吴文伦、赵铭洲声演法明
- 刘北辰、陈哲声演山神
- 吴迪、刘金燕声演女妖
- 鲁源声演男妖
- 赵乾景、姚雷声演江流儿父亲
- 周帅声演江流儿母亲
- 包包声演小女孩

粤语版
- 張裕東聲演孫悟空
- 王慧珠聲演江流兒
- 盧傑群聲演法明
- 李家傑聲演混沌
- 葉振聲聲演豬八戒
- 黃志明聲演山神
- 菲比聲演女妖
- 譚漢華聲演男妖
- 陳健豪聲演江流兒父親
- 張彩虹聲演江流兒母親及小女孩

## 制作

### 缘起
1995年，田晓鹏在北京工业大学上大三时，一位朋友给他一份三维制作软件，他以此为契机开始研究三维动画的制作。1997年，他所在的公司曾参与中央电视台动画片《西游记》部分剧集的制作，田晓鹏也有机会参与其中，他在那时萌发把《西游记》改编为三维动画的想法，并准备以电影形式讲述一个不一样的《西游记》，修改原著中不易为人理解的地方，使影片不仅更合现代人的口味，还具有一定的魔幻色彩。他认为这部动画应和宫崎骏的作品一样，使用“娓娓道来的讲故事方式”而非“一惊一乍的叙事”。至于面向观众，田晓鹏不认为动画片是小孩子的专利，因而不将之改编得“低龄化”。

### 角色设计
制作团队把原《西游记》中的孙悟空经数十次改编，最终定型为“中年大叔”。田晓鹏表示这是有意为之，因为孙悟空从五行山“解放”时已有八百岁；而把孙悟空设计为“不太好看的马脸”是为衬托他骨子里的侠气，打造一个“桀骜不驯的英雄”形象，并为他今后的行动做铺垫。江流儿原型为原书中的唐僧，是田晓鹏自己最钟爱的角色，他认为江流儿承载了电影主题——执着，正因如此才能义无反顾地追求正义，并最终释放出孙悟空身上的良心，恢复齐天大圣的功力。
反派混沌源于《山海经》的同名怪物，在原书中本是一只会唱歌的神鸟，在本片则是为获取肉身而掠食童男童女的“无脸书生”。田晓鹏在反派选择中，放弃原著的牛魔王、金银角大王、红孩儿等经典反角而看中“混沌”的无形可依，是因《西游记》里的妖怪都过于具象，太像人类的行为举止，混沌代表的则是一种无形的恐惧，象征着孙悟空内心潜伏的心魔。而对原书中其他角色的改编，出品人路伟曾坦言，由于资金短缺，沙僧的形象未在影片中出现，白龙马也只是昙花一现。

### 动画制作
《大圣归来》自2007年开始构思，2012年正式制作。由于投入成本过高，田晓鹏只能借亲朋好友的钱来制作，后凭投资方的资助才有所改观。不久后，制作组内部就遭遇离职危机，使原来仅需一年的计划不断延期，成品也因制作者和投资方不看好而不断推倒重来，最终于2015年才基本制作完成。
由于制作团队平均年龄小、经验不足且要求苛刻，在角色的前期设计耗时一年，例如制作人员公认最难做的孙悟空，他们先按正常人的感觉做悟空的三维模型，但测试发现其所需伸幅度更大以致于无法实现某些极限动作，同时还要考虑骨点位置、磨皮合理性和动画师对操纵的熟悉程度，用了两三个月的时间测试。诸多镜头也是在反复推敲后得来，一天仅能做出半秒至一秒的成品。制作人员为悟空与反派“混沌”的决战场景头疼不已，经过二十多次颠覆性修改才完成，是历时最长的一出戏，其中“混沌掉下山崖”一段最初设计是悟空直接把混沌击落山崖，后来制作人员觉得悟空当时缺少法力而无法打败反派，并且已竭尽全力无法坚持，但是还要咬紧牙关救出孩子，便改为悟空用双臂拼命抱住混沌。
田晓鹏想为影片融入一些“东方化的东西”，并不是停留于表象，而是从内涵与精神上渗透。制作悟空情绪爆发的一幕时，田晓鹏称他想让其速度放慢，并且不会通过言语的形式表现，他认为中国人正是如此。影片结局约有3版，他开始选择“黑暗结局”，后有制作人员批评应“考虑小孩”而放弃。田晓鹏不希望影片画面像游戏炫目，而是更符合物理性质，以此要求制作人员倾向追求细节，特效组组长张乃文就表示，她在绘制悟空“熔岩为甲，挥焰为袍”的变身场面时同田晓鹏修改多次，从而使悟空“看上去很帅”；在绘制土地公衣服时也时常停工以寻找灵感。动画总监陈征表示，为确保长安城场景真实可信、不空旷又热闹，制作人员另多设计了数十个人物角色。

### 配音与音乐
配音演员张磊声演主角悟空，他认为配好音不容易，算是个挑战，因为既要保留其传统形象中“且怒且悲且狂哉”的波澜，又要更加细腻、人性化的演绎，在不同情绪间自如切换。反派“混沌”的配音员为中国表演艺术家童自荣，当时在为“混沌”配音时，认为其角色形象比较柔和，因此用较自然的状态去表演，甚至没有当做反派。他一开始还没想到“混沌”会大受欢迎，对此他感到意外，而“混沌”在妖洞里的京剧则另找专人演唱。江流儿的配音演员为两人，因为影片中有些情感爆发非常强的戏，需要更成熟的配音演员完成，所以在成片中两段的江流儿配音稍有不同。
《大圣归来》的编曲工作主要在美国完成，由参与过众多周星驰电影制作的黄英华负责电影配乐，由于他对《西游》题材一直很有感情，田晓鹏便找到了他，以重现“看《大闹天宫》时的激动”。黄英华在配曲时运用大量西洋乐器，将动画片和武侠片的风格融为一体，但并未去除“中国味道”；同时“用声音给人物画像”，为了贴合各个角色的个性，加入了酷炫神秘的牛仔风格和阴森诡异的日式风格。配音团队制作时利用大乐队做了许多新尝试，加入了即兴创作。
本片主题曲是陈洁仪的《从前的我》，插曲是汪峰的《勇敢的心》。其中《从前的我》是陈洁仪为本片所献唱的新歌，而《勇敢的心》则为汪峰于2007年发行同名专辑中的一首。田晓鹏为取得《勇敢的心》之使用权曾联系汪峰。但汪峰的经纪公司却不予重视，只愿提供唱片而不愿提供音轨，制作人员只好将音乐从唱片中截取再加入电影中。制作人员也认为此音乐作为插曲不合适，只因没有时间再次更换而沿用。
| 曲序 | 曲目               |                | 作曲   | 主唱   |
| ---- | ------------------ | -------------- | ------ | ------ |
| 1.   | 从前的我（主题曲） | 田晓鹏、包晓更 | 黄英华 | 陈洁仪 |
| 2.   | 勇敢的心（插曲）   | 汪峰           | 汪峰   | 汪峰   |

## 发行
本片初步定档于2015年2月6日上映，田晓鹏在这时提出若再给他时间和资金的支持，能进一步提升电影品质；同时，国家电影局的机关人员审阅完样片后，对本片的制作水平感到欣喜，建议进一步推动制作和宣发工作。因此本片的立项出品刘志江决定推迟上映日期至暑期。由于广电总局视本片为“儿童片”并对动画电影有一定限制，制作方不得不从中减去三成多的戏份并删去部分脏话，时间也由一百多分钟缩减到八十九分钟。
2015年5月18日，本片於戛纳以210万美元创下中国动画电影的最高海外销售纪录。同年7月10日在中国大陆正式上映，次年7月29日在美国上映，采用早已存在的海外发行版，仅将悟空的配音角色更换为成龙，美国电影协会MPAA把影片定为PG级，指“建议家长指导儿童观看”。此外，该片于2016年3月19日在俄罗斯上映，7月21日于阿联酋上映。

## 众筹
这部电影通过众筹筹集了780万元(123万美元)的营销成本，作为交换，109名制片人(其中许多是儿童)被列入了电影的演职员名单。

## 反响

### 票房表现
在中国大陆，本片的首日排片量较少，获得1780万人民幣的票房，第二天票房增至2837万，第三天达到3989万，其排片量超过13%，首周三天累计票房9670万，位居周票房榜第四名，第四天以14%的排片拿下31%的票房，夺下“单日票房冠军”宝座，第五天以5710万再次拿下“当日冠军”，第六天6510万，第七天4820万，七天累计3.07亿，打破《熊出没之雪岭熊风》的中国国产动画片票房记录。7月25日下午3时，该片累计票房达到6.18亿，超越《功夫熊猫2》。8月4日，本片票房突破八亿，成为中国国内影坛动画片票房的新纪录。本片于9月9日下档，最终票房9.56亿，成为2015年中国动画电影票房冠军。
该片于美国仅有50多家影院放映，上映后反响惨淡。俄罗斯、阿联酋的反响也远不如中国大陆强烈，票房分别为53091美元和39584美元。

### 评价
中国大陆媒体对《大圣归来》多数持正面评价，普遍对影片的人物和场景之刻画予以赞誉。《新华日报》的徐宛芝称影片以“非经典形式”讲述了“一个英雄成长的故事”，同时从“江流儿的头发随剧情推进不断变长”和“大圣重披战甲华丽变身”等处的细节刻画以及“精良而极具中国风”的配音配乐，指出在当今中国原创匮乏的环境下制作人员所付出的心血。《旺报》记者认为，该片既富有中华历史和传统文化特色，又有迪斯尼动画的英雄叙事风格，还兼蓄日本动漫的魔幻风格。《新京报》的翠红对大圣人物刻画给出高度评价，称齐天大圣获得自由的过程就好比“每个人探寻自我、彰显自我的过程”，适合热爱自由的人观看。中国电影评论学会秘书长张卫认为，本片角色的“现实刻画”既传承了传统，又超越了传统，容易与新一代电影观众形成共鸣。中国文艺评论协会会长仲呈祥称，《大圣归来》是象征着中国精神、风格以及优秀传统归来的符号。
但部分媒体认为影片剧情叙述不佳且内容浅薄。《京华时报》的祖纪妍则认为本片主线薄弱、收尾草率，反派身世背景交代不足，悟空“中西融合”的人物塑造会令剧情“缺少必要的转变和表现力”。《钱江晚报》的高路认为，大圣与江流儿信任与依赖的取得“来得太过容易”，猪八戒、白龙马两角的出现“稍显突兀”，大圣最后成功冲破封印的原因也无法说服观众，依然遗留着中国动画的常见通病，相较同类型的《大闹天宫》仍有进步空间。动画研究者、撰稿人关中阿福认为影片的喜剧包袱抖得“并不高明”，模仿好莱坞的元素偏多，内容创新程度较小
。本片插曲因使用《勇敢的心》也遭观众批评，田晓鹏在其后解释中认为这首歌本身没有问题，可放在剧情中就有些不相搭，使得观众有种“违和”和“跳戏”之感。

### 奖项
《大圣归来》在中国大陆和其他地区斩获了多项大奖，获奖情况如下：
| 年份 | 提名者               | 颁奖方                     | 奖项分类           | 是否得奖 | 参考资料 |
| ---- | -------------------- | -------------------------- | ------------------ | -------- | -------- |
| 2015 | 《西游记之大圣归来》 | 第30届金鸡奖               | 最佳美术片         | 獲獎     | [ 38 ]   |
| 2015 | 《西游记之大圣归来》 | 第2届丝绸之路国际电影节    | 最佳动画片         | 獲獎     | [ 39 ]   |
| 2015 | 《西游记之大圣归来》 | 第52屆金馬獎               | 最佳动画长片       | 提名     | [ 40 ]   |
| 2015 | 《西游记之大圣归来》 | 第12届中国动漫金龙奖       | 最佳动画长片奖金奖 | 獲獎     | [ 41 ]   |
| 2015 | 田晓鹏               | 第12届中国动漫金龙奖       | 最佳动画导演奖     | 獲獎     | [ 41 ]   |
| 2015 | 《西游记之大圣归来》 | 第十三届四川电视节金熊猫奖 | 金熊猫动画片大奖   | 獲獎     | [ 42 ]   |
| 2015 | 《西游记之大圣归来》 | 第十三届四川电视节金熊猫奖 | 最佳国产影院动画片 | 獲獎     | [ 42 ]   |
| 2015 | 《西游记之大圣归来》 | 第18届上海国际电影节       | 电影频道传媒大奖   | 提名     | [ 43 ]   |
| 2015 | 《西游记之大圣归来》 | 第七届漫博会金羊奖         | 最佳动画电影       | 獲獎     | [ 42 ]   |
| 2016 | 《西游记之大圣归来》 | 第16届华表奖               | 优秀动画电影       | 獲獎     | [ 42 ]   |
| 2016 | 《西游记之大圣归来》 | 2016年澳门国际电影节金羊奖 | 最佳动画片         | 獲獎     | [ 42 ]   |
| 2016 | 《西游记之大圣归来》 | 东京动画奖                 | 优秀奖             | 獲獎     | [ 44 ]   |

## 自来水现象
本片的巨大成功引发了“自来水”现象。“自来水”指“不请自来的免费水军”，由普通民众和部分明星组成，为影片的高票房立下了“汗马功劳”；有不少“自来水”为支持电影，多次进影院重复观看，甚至是坐“边角位”，以口头宣传形式吸引更多观众；他们还支持周边商品，仅从“江流儿手中的玩偶”就获得252万元的利润；其单日销售额超过预期目标的10倍。2015年11月，总制片人路伟透露，部分“自来水”实为制作方雇佣的真正水军，网络上的宣传软文也是制作方所写。网上对此进行了激烈的争论，而对此现象的看法也开始趋向两极化。有分析指出，“自来水”或多或少存在一定盲目心理，其共鸣普遍来源于英雄主义情怀、民族自豪感和爱国情愫，致使缺乏冷静理性的思考，忽视影片的不足之处。

## 续集
2015年，田晓鹏宣布计划开发续作《西游记之大圣闹天宫》。续作为本片前传，设定于孙悟空“大闹天宮”时，与本片完全无关联，是田晓鹏对原书的一次“全新解读”。田晓鹏把续作主题定为“信仰”，是因为江流儿要从小孩转变成“有信仰的”取经人，悟空则要从信仰自己转变为信仰小唐僧。由于本片制作周期较长，其动画形象仅符合当时的审美观，没有满足观众眼下的需求，续作则会予以改善。除此之外，还会在下一部中加入沙僧等原书角色。

## 註解
1. ↑  「水軍」是中國大陸的網路用語，指收受費用而給予好評、差評、吹捧或謾罵的網絡打手。